# Sicyonis tuberculata
Sicyonis tuberculata is een zeeanemonensoort uit de familie Actinostolidae.
Sicyonis tuberculata is voor het eerst wetenschappelijk beschreven door Carlgren in 1921.